# Кански филмски фестивал 1995.
48. Кански филмски фестивал одржан је од 17. до 28. маја 1995. године. Златна палма je отишла филму Подземље Емира Кустурице.
Фестивал је отворио La Cité des enfants perdus, у режији Жан Пјер Женеа, а затворен филмом Брзи и мртви, у режији Сема Рејмија. Карол Буке је била господарица церемоније.

## Жири

### Главно такмичење
Следеће особе су именоване за жири за игране филмове званичне селекције 1995. године:
- Жана Моро (Француска) Председница жирија
- Ђани Амелио (Италија)
- Жан-Клод Бријали (Француска)
- Надин Гордимер (Јужна Африка)
- Гастон Каборе (Буркина Фасо)
- Микеле Реј (Француска)
- Емилио Гарсија Ријера (Мексико)
- Филип Русло (Француска)
- Џон Вотерс (САД)
- Марија Зверева (Русија)

### Златна камера
Следећи људи су именовани за жири Златне камере за 1995. годину:
- Мишел Девил (директор) (Француска) председник
- Алберто Барбера (директор Музе ду Синема) (Италија)
- Керол Милион-Русо (Синофил) (Француска)
- Дидије Боде (Француска)
- Иштван Гал (директор) (Мађарска)
- Мишел Демопулос (критичар)
- Н.Т. Бин (Дистрибутер)

## Званична селекција

### У конкуренцији – играни филм
За Златну палму такмичили су се следећи играни филмови:
| Филм                                    | Режија                    |
| --------------------------------------- | ------------------------- |
| Angels & Insects                        | Филип Хас                 |
| Between the Devil and the Deep Blue Sea | Марион Хенсел             |
| Beyond Rangoon                          | Џон Борман                |
| Карингтон                               | Кристофер Хемптон         |
| The City of Lost Children               | Марк Каро и Жан Пјер Жене |
| Самостан                                | Маноел де Оливеира        |
| Мртав човек                             | Џим Џармуш                |
| Не заборави да ћеш умрети               | Гзавје Бовоа              |
| Ед Вуд                                  | Тим Бартон                |
| Good Men, Good Women                    | Хоу Сјаосјeн              |
| Historias del Kronen                    | Монтко Армендариз         |
| Џеферсон у Паризу                       | Џејмс Ајвори              |
| Мржња                                   | Матје Касовиц             |
| Земља и слобода                         | Кен Лоуч                  |
| Лудило краља Џорџа                      | Николас Хитнер            |
| The Neon Bible                          | Теренс Дејвис             |
| Shanghai Triad                          | Џанг Јимоу                |
| Sharaku                                 | Масахиро Шинода           |
| The Snails' Senator                     | Мирчеа Данељук            |
| Одисејев поглед                         | Теодорос Ангелопулос      |
| Подземље                                | Емир Кустурица            |
| Waati                                   | Сулејман Сисе             |

### Un Certain Regard
Следећи филмови су одабрани за такмичење Un Certain Regard:
| Филм                                            | Режија                          |
| ----------------------------------------------- | ------------------------------- |
| A részleg                                       | Петер Готар                     |
| Augustin                                        | Ен Фонтен                       |
| Bye-Bye                                         | Карим Дриди                     |
| Канадска сланина                                | Мајкл Мур                       |
| Under the Domim Tree                            | Ели Коен                        |
| Ren yue huang hun                               | Ји Фие Чен                      |
| Georgia                                         | Улу Гросбард                    |
| Haramuya                                        | Дриса Туре                      |
| Shadows of the Rainbow                          | Сушант Мишра                    |
| L'aube à l'envers                               | Софи Марсо                      |
| Those Were the Days                             | Дидје Ходпен                    |
| Lessons in the Language of Love                 | Скот Патерсон                   |
| Lev s sedoy borodoy                             | Андреј Хржановски               |
| Лисабонска прича                                | Вим Вендерс                     |
| Music for December                              | Иван Дикховични                 |
| Time of Love                                    | Мосен Макмалбаф                 |
| The Arsonist                                    | U-Wei Haji Saari                |
| Rude                                            | Клемент Вирго                   |
| Hello Cinema                                    | Мосен Макмалбаф                 |
| Путовање у времену                              | Тонино Гвера и Андреј Тарковски |
| Енглез који се попео на брдо, а сишао с планине | Кристофер Монгер                |
| The Monkey Kid                                  | Сјао-Јен Ванг                   |
| The Poison Tasters                              | Улрик Тир                       |
| Шта све можеш у Денверу кад си мртав            | Гари Фледер                     |
| Two Nudes Bathing                               | Џон Борман                      |
| Незнани јунаци                                  | Дајана Китон                    |

### Филмови ван такмичења
Следећи филмови су одабрани за приказивање ван конкуренције:
| Филм           | Режија          |
| -------------- | --------------- |
| Десперадо      | Роберт Родригез |
| Пољубац смрти  | Барбет Шредер   |
| Брзи и мртви   | Сем Рејми       |
| Умрети за      | Гас Ван Сан     |
| Дежурни кривци | Брајан Сингер   |

### Кратки филмови
За Златну палму за кратки филм такмичили су се следећи кратки филмови:
| Филм                               | Режија                          |
| ---------------------------------- | ------------------------------- |
| A Hamok Dala                       | Ференц Цако                     |
| Despondent Divorcee                | Џонатан Огилви                  |
| Domo                               | Маурицио Форестијери            |
| Gagarine                           | Алексиј Харитиди                |
| Cocoon (Koza)                      | Нури Билге Џејлан               |
| Les Enfants s'ennuient le Dimanche | Софи Перез и Матје Поаро-Делпеш |
| Sortie de Bain                     | Флоренс Хенрард                 |
| Swinger                            | Грегор Џордан                   |
| The Beast                          | Нури Билге Џејлан               |
| The Pan Loaf                       | Шон Хајндс                      |

## Паралелне секције

### Међународна недеља критике
За 34. Међународну недељу критике (34e Semaine de la Critique) приказани су следећи филмови:

#### Такмичење играног филма
| Филм                 | Режија            |
| -------------------- | ----------------- |
| Manneken Pis         | Френк ван Пасел   |
| Опседнути прошлошћу  | Стивен Вилијамс   |
| The Daughter in Law  | Стив Ванг Хси-Чих |
| Mute Witness         | Ентони Волер      |
| Кад Дениз позове     | Хал Салвен        |
| Madagascar skin      | Крис Њуби         |
| Children of the Wind | Фернандо Меринеро |

#### Такмичење за кратки филм
| Филм                          | Режија            |
| ----------------------------- | ----------------- |
| An Evil Town                  | Ричард Ворен Сирс |
| Movements of the Body         | Вејн Траут        |
| Ubu                           | Мануел Гомез      |
| The Last Laugh                | Роберт Хардерс    |
| Adios, toby, adios            | Рамон Бареа       |
| Surprise!                     | Фајт Хелмер       |
| Le Pendule by Madame Foucault | Жан-Марк Верворт  |

### Двонедељка редитеља
Следећи филмови су приказани за двонедељку редитеља 1995. (Quinzaine des Réalizateurs):
| Филм                              | Режија             |
| --------------------------------- | ------------------ |
| 3 Steps To Heaven                 | Константин Јанарис |
| Ужасно велика авантура            | Мајк Њуел          |
| The White Balloon                 | Џафар Панахи       |
| Café Society                      | Рејмонд де Фелита  |
| Der Kopf des Mohren               | Паулус Манкер      |
| Eggs                              | Бент Хамер         |
| Eldorado                          | Чарлс Бинаме       |
| Faute de soleil                   | Кристоф Бланк      |
| Heartbreak Island                 | Хсу-Хсиао-Минг     |
| Heavy                             | Џејмс Менголд      |
| The Tale of the Three Lost Jewels | Мишел Клејфи       |
| L’Enfant noir                     | Лоран Шевалије     |
| The Confessional                  | Роберт Лепаж       |
| Le Rocher d'Acapulco              | Лоран Туел         |
| Nella mischia                     | Ђани Занази        |
| Pather Panchali                   | Сатјађит Рај       |
| Revivre                           | Жан-Лик Рејно      |
| Safe                              | Тод Хејнс          |
| Туђа Америка                      | Горан Паскаљевић   |
| Sommaren                          | Кристијан Петри    |
| Visiblement je vous aime          | Жан-Мишел Каре     |

#### Кратки филмови
| An Evil Town                  | Ричард Ворен Сирс |
| Movements of the Body         | Вејн Траут        |
| Ubu                           | Мануел Гомез      |
| The Last Laugh                | Роберт Хардерс    |
| Adios, toby, adios            | Фајт Хелмер       |
| Surprise!                     | Рамон Бареа       |
| Le Pendule by Madame Foucault | Жан-Марк Верворт  |

## Награде

### Главне награде
Следећи филмови и људи добили су званичне награде за селекцију 1995:
- Златна палма: Подземље у режији Емира Кустурице
- Велика награда жирија: Одисејев поглед у режији Теодориса Ангелопулоса
- Најбоља режија: Метју Касовиц за филм Мржња
- Најбоља глумица: Хелен Мирен за филм Лудило краља Џорџа
- Најбоља глума: Џонатан Прајс за филм Карингтон
- Награда жирија: Не заборави да ћеш умрети у режији Гзавјеа Бовоа
- Специјална награда жирија: Карингтон у режији Кристофера Хемптона

### Златна камера
- Caméra d'Or: Badkonake sefid у режији Џафара Панахија
- Златна камера - посебно признање: Кад Денис позове у режији Хала Салвена

### Кратки филм
- Златна палма за кратки филм: Gagarin by Alexij Kharitidi
- Награда жирија : Swinger у режији Грегора Џордана

### Независне награде
FIPRESCI награда
- Земља и слобода у режији Кена Лоуча
- Одисејев поглед у режији Теодориса Ангелопулоса

Commission Supérieure Technique
- Technical Grand Prize: Lü Yue (cinematography) in Shanghai Triad (Yáo a yáo, yáo dào wàipó qiáo) у режији Zhang Yimou

Екуменски жири
- Награда Екуменског жирија: Земља и слобода - Кен Лоуч
- Екуменски жири - Посебно помињање: Between the Devil and the Deep Blue Sea - Марион Хенсел

Награда младих
- Страни филм: Manneken Pis у режији Френка ван Пасела
- Француски филм: Bye-Bye у режији Карима Дридија

Награде у оквиру Међународне недеље критике
- Мерцедес-Бенз награда: Manneken Pis у режији Френка ван Пасела
- Canal+ Award: An Evil Town у режији Ричарда Ворена Сирса
- Grand Golden Rail: Manneken Pis у режији Френка ван Пасела

Специјална награда
- Чудо у Босни у режији Дина Мустафића

## Медији
- INA: Opening of the 1995 Festival (commentary in French)
- INA: List of winners of the 1995 Festival (commentary in French)